# أوروبا القارية

أوروبا القارية

أوروبا القارية[بحاجة لمصدر] مصطلح يعني قارة أوروبا بمعزل عن الجزر الأوروبية المجاورة. في الاستخدام الإنجليزي البريطاني للمصطلح فإنه يدل على أوروبا عدا بريطانيا وجزيرة مان وجزر القنال وإيرلندا وأيسلندا.
التعريف العام للمصطلح أن «أوروبا القارية» هي الكتلة البرية مستثنية المملكة المتحدة وأيرلندا وأيسلندا. كما تستثنى دولتان أخريان هما مالطا وجمهورية قبرص. رغم ذلك تختلف دلالات التسمية وفقاً للمنطقة الأوروبية التي تستخدمها.
بعض التعاريف تتوسع بها أوروبا القارية لتضم حدودها الجغرافية، وبالتالي أمماً في المناطق المرتفعة في جبال الأورال والقوقاز.

## الاستخدام في المملكة المتحدة وإيرلندا
في المملكة المتحدة وإيرلندا يستخدم لفظ «القارة» للإشارة إلى البر الرئيسي من أوروبا. كما يشار إليها أيضاً باسم «بر أوروبا الرئيسي». ذكرت صحيفة بريطانية مرة عنواناً مشهوراً (ربما ملفق) «ضباب في القنال قطعنا عن القارة».
قياساً على ذلك، تشير صفة «كونتيننتال» أو «قاري» إلى الممارسات الاجتماعية أو الأزياء من أوروبا القارية على عكس تلك الموجودة في بريطانيا. من الأمثلة على ذلك وجبة الإفطار ومن الناحية التاريخية أيضاً القيادة بعيدة المدى وذلك قبل أن تمتلك بريطانيا طرقاً سريعة.

## إسكندنافيا

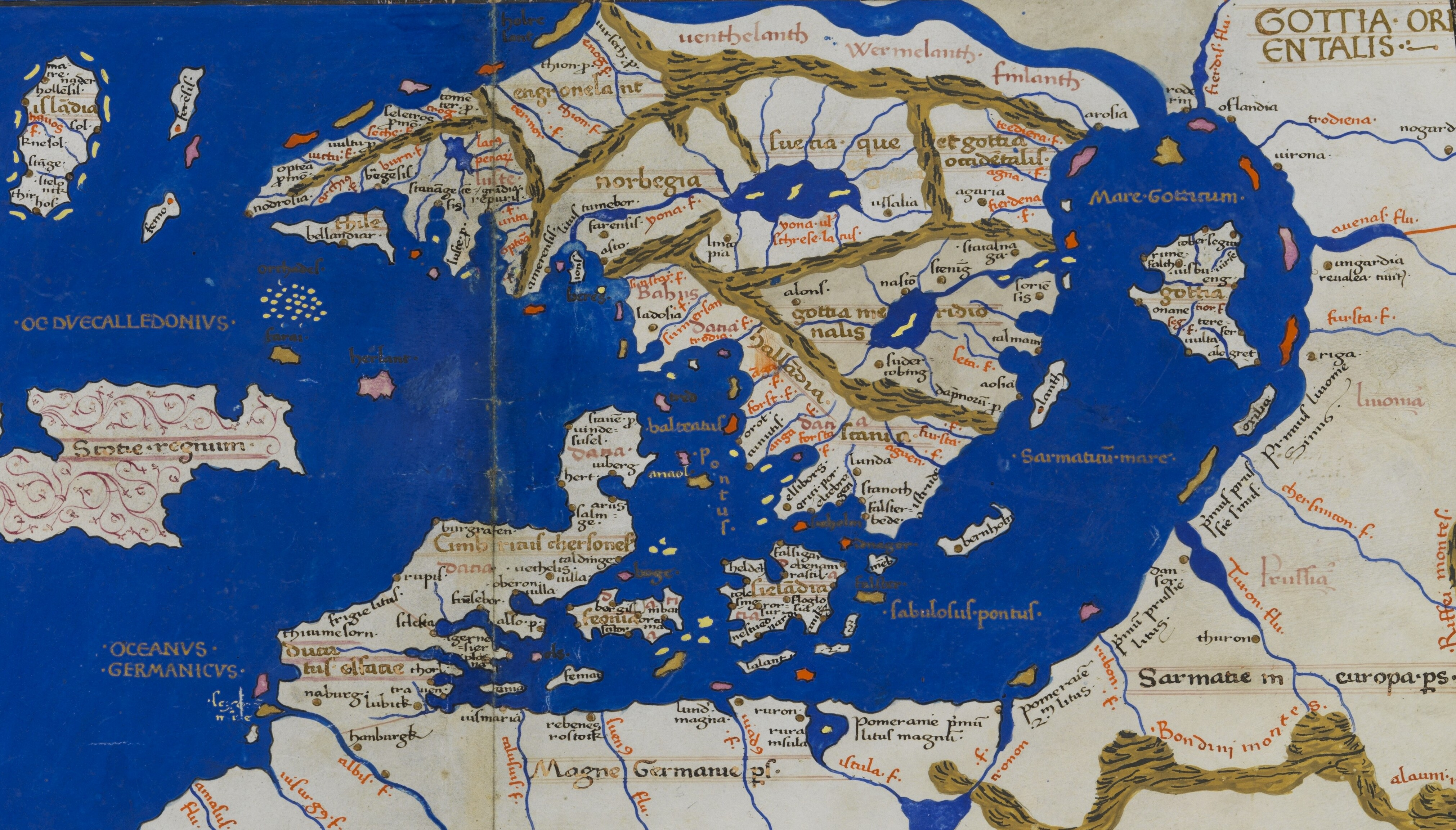
خريطة الجزر الإسكندنافية على يد نيكولاس جيرمانوس في طبعة عام 1467 من "كوزموغرافيا كلاودي بتولومي ألكسندريني".

في الدراسات الجرمانية خصوصاً تشير «القارة» إلى القارة الأوروبية باستثناء شبه الجزيرة الإسكندنافية وبريطانيا وإيرلندا وآيسلندا. السبب في ذلك هو أنه وعلى الرغم من ارتباطها بالقارة الأوروبية عبر كاريليا، فإنه يتم الوصول إليها عملياً عن طريق البحر وليس عن طريق البر (الأمر الذي يعني السفر شمالاً وصولاً إلى تورنيو عند خط عرض 66 الشمالي) وعرفت في الماضي خطأ بأنها جزيرة (سكانديا).
في السويدية العامية يطلق المصطلح «قاري» على أوروبا عدا السويد والنرويج وفنلندا ولكنها تضم الدنمارك (والأرخبيل الدانمركي) وبقية أوروبا القارية. في النرويج أيضاً «يوروبا» كيان مستقل.

## جزر المتوسط
في سياق البحر الأبيض المتوسط قد تشير «القارة» إلى الجزء القاري من إيطاليا (مقابل سردينيا وصقلية) وإسبانيا مع جزر البليار وجزيرة البران والجزء القاري من فرنسا (مقابل كورسيكا) والبرتغال. ومع ذلك، فإن أرخبيلي ماديرا والآزور البرتغاليين ليسا من جزر البحر الأبيض المتوسط بل يقعان في المحيط الأطلسي وكذلك كامل المنطقة الساحلية البرتغالية.